# Tolumnia velutina
Tolumnia velutina là một loài thực vật có hoa trong họ Lan. Loài này được (Lindl. & Paxton) Braem miêu tả khoa học đầu tiên năm 1986.